# 丹羽家騒動
丹羽家騒動（にわけそうどう）は、江戸時代中期に美濃国岩村藩主が丹羽氏音の代に勃発したお家騒動。元禄丹羽家騒動、徒党事件、山村氏事件とも呼ばれる。

## 経緯

### 財政再建
元禄15年（1702年）、当時岩村藩は藩財政が窮していたが、丹羽家の重臣として、丹羽三郎兵衛(七百石)、鈴木源太左衛門(五百石)、丹羽角左衛門(三百五十石)、本条与兵衛らが居たものの、器量不足から打開策をなすすべが無かった。
氏音は、丹羽角左衛門の舎弟の山村瀬兵衛(二百五十石)を側用人に抜擢し、財政改革に当たらせた。山村瀬兵衛は器量に優れ、富国の策を説き、氏音から大いに信頼を得た。
第一に倹約を旨とし、藩士が世襲する際に秩禄を減らす減禄制を定めた。また新税を次々制定して、畑田年貢の新設・林年貢の新設・諸職人運上・竿除(年貢免除)であった藪伐代の銭納・餅米と大豆の上納など貢租増徴を推進した。新税の誅求は益々苛しくなり、荷車運上・建具運上・家屋運上・畳運上・自在鍵運上など、領民から税を取り立てた。その他としては大量升を制定して金の租入りの増殖を計った。
これらの施策により数年で藩が窮していた岩村藩の財政は立ち直り、負債を償却して余りあるに至ったが、その苛政について士民は増税に苦しみ、瀬兵衛に対する恨みは高まった。

### 反発
元禄14年（1701年）12月、恵那郡竹折村の庄屋の田中輿一郎は　、岩村藩の苛政について幕府に直訴した。
瀬兵衛は、権力をもって岩村藩家中諸事を悉く意のままに処理した。強引な改革によって瀬兵衛は、諸老臣から嫉視と怨嗟を持たれることになった。特に重臣の妻木郷左衛門は、瀬兵衛の恣横を訴えて対立し、遂に反対派30人が徒党を組んで連署し、山村瀬兵衛の排除を画策した。氏音は瀬兵衛反対派から罪に処すべきとの詮議が求められようになった。
こうした不穏な動きを危惧した氏音は瀬兵衛に対して、汝に罪は無きことは明らかではあるが、家中が揃って汝に罪を着せているので、形勢が落ちつくまで瀬兵衛に身を引くように説得、事実上解任して新税は撤廃された。

### 幕府への提訴と判決
瀬兵衛は、主君の意中を諒として身を引き江戸へ去ったが、幕府へ訴状を提出。元禄15年（1702年）5月、岩村藩からも幕府に対して、山村瀬兵衛の専横を訴えた。
同年6月、幕府は評定所にはかり、瀬兵衛及び藩主の氏音と藩の関係者30人を悉く招集して審理した結果、「家従、その事に託して、私欲をさしはさむ、互いに徒を結んで立たんとする」として山村瀬兵衛は無罪は勿論、これこそ忠臣である、それを家士達が理不尽に徒党を組んで一家騒動をなせるは言語道断であるとし、30人は理不尽に徒党を組んだ者と断じて、幕府に訴えた張本人たる、浅井新右衛門、田湖平蔵、西尾治太夫、須賀金左衛門は斬首とされ、妻木郷右衛門は三宅島へ遠島となり、その他25人は岩村藩から追放とされた。

### 越後高柳藩への移封
氏音は、政務過怠で内乱を収められなかったとして、1万9千石から越後国頚城郡高柳藩1万石への減転封及び閉門蟄居を命じられた。同年12月24日に、閉門蟄居を許されたが、将軍徳川綱吉に対する拝謁は元禄16年（1703年）4月25日まで許されなかった。ただし、越後高柳へ赴くことは認められず江戸藩邸に留め置かれた。同時に丹羽家の分家で恵那郡野井村と藤村の計千石の旗本となっていた丹羽氏右も越後頚城郡内に知行所を移された。
岩村城は丹羽家の残士が守っていたが、苗木藩主の遠山友春と信濃飯田藩主の堀親賢が幕府からの命により請け取ることとなった。城の受渡しが行われると堀親賢は直ちに飯田城に帰ったが、遠山友春は残って残務を処理し、家臣の宮地守右衛門と若干の部下の将卒に城代留守を命じて苗木城へ帰った。丹羽氏の残士は岩村城の俄坂より退出した。
同年6月から9月までの期間、岩村藩領は、美濃国内の幕府領を管轄する笠松陣屋の美濃郡代が預った。
同年7月に、美濃郡代の辻六郎左衛門と南条金左衛門の両名が、岩村領内に触状を出していることが、このことを示している。その第一条には、「今度　岩村領上ヶ知郷村家来共　請取改めて支配すべき旨　仰付けられ候　公儀より前々仰出され候　すべての御法度の趣は申すに及ばず　丹羽和泉守　申し付置候諸法度　相守り申すべきこと」と記されている。
その後、元岩村藩主の松平乗寿の孫で、信濃小諸藩主の松平乗紀が岩村藩の第8代藩主と決まった。同年9月7日、同家家臣の河合宗左衛門と味岡次郎左衛門が岩村城へ赴き、城を請け取った。